# Bosquerola plúmbia
La bosquerola plúmbia (Setophaga plumbea) és un ocell de la família dels parúlids (Parulidae).

## Hàbitat i distribució
Habita els boscos d'algunes illes de les Antilles Menors.